# Bruder Philipp
Bruder Philipp (der Kartäuser, auch Philipp der Bruder oder Philipp von Seitz), verfasste zu Beginn des 14. Jahrhunderts ein Marienleben in der damals untersteirischen Kartause Seitz (heutiges Žiče, Slowenien). Sein Marienleben ist die am häufigsten überlieferte Reimpaardichtung des Mittelalters.

## Leben
Philipp von Seitz lebte in der zweiten Hälfte des 13. und der ersten Hälfte des 14. Jahrhunderts. Bedeutung erlangte er für die Germanistische Mediävistik durch sein Marienlebens, das er um 1300 in der Kartause Seitz verfasste. Sowohl sein Name als auch der Ort seines Schaffens sind uns durch eine Selbstnennung im Kolophon des Marienlebens bekannt. Was Bruder Philipp davor tat und von wo er nach Seitz gekommen war, ist ungewiss. Sehr häufig wurde aufgrund der Reimform seines Marienlebens versucht, eine lokale Zuordnungen zu finden, ohne jedoch ein überzeugendes Ergebnis zu liefern. Mit einiger Sicherheit wird allerdings angenommen, dass er nicht aus Österreich, sondern aus dem Norden (eventuell mitteldeutsch-niederdeutsches Grenzgebiet) nach Seitz kam. Die steirische Zugehörigkeit des Autors, welche zumindest für einen Teil seines Lebens gegeben war, lässt sich laut Heinrich Rückert und Simone Buhr auch aufgrund der „eindeutig österreichisch gefärbten Eigenheiten in Sprachgebrauch, Stil, Ver[s]bau und Reim“ klären.
Wie bei den meisten Dichtern des Mittelalters ist bei Bruder Philipp nicht nur die Herkunft, sondern auch das Geburtsdatum unbekannt. Allerdings verzeichnet die Charta des Generalkapitels des Kartäuserklosters Mauerbach bei Wien unter den Verstorbenen aus den Jahren 1345/46 einen Domnus Philippus, monachus domus Vallis Omnium Sanctorium, qui habet Tricenarium (per totum ordinem). Auch wenn es keine Gewissheit gibt, dass es sich bei dem Verstorbenen tatsächlich um Bruder Philipp handelt, gibt es verschiedene Indizien, die dafür sprechen. So wurde das oben genannte Kloster von Seitz ausgehend 1316 neu gegründet und in ihm lebten sieben Seitzer Mönche, weswegen die Wahrscheinlichkeit hoch ist, dass sich auch Bruder Philipp unter ihnen befand. Das Wort monachus weist zudem darauf hin, dass Bruder Philipp wohl Priestermönch in der Kartause war. Dass für ihn im gesamten Orden ein Tricenar gelesen wurde, zeugt davon, dass er ein verdientes Mitglied des Ordens war.
Bruder Philipp rühmt besonders das Verdienst des Deutschen Ordens um die Marienverehrung und die Verbreitung des christlichen Glaubens. Als zurückgezogen lebender Kartäuser nahm er allerdings keinen großen Einfluss auf die weitere Verbreitung seines Marienlebens.

## PhilippsMarienleben
Die Hauptvorlage des Marienlebens ist die um 1230 in Süddeutschland entstandene Vita beate virginis Marie et salvatoris rhythmica, wobei Philipp sehr frei mit der Vita umging. Viele Textpassagen wurden von ihm einfach weggelassen, andere ergänzt. Zudem fügte Philipp die in der Vita rhythmica beziehungslos aneinandergereihten Textstellen zu einem in sich geschlossenen Handlungsablauf zusammen, indem er sie aufeinander abstimmte und auch Übergänge schuf. Weiters verwendet er auch Vor- und Rückblenden, welche das kohärente Bild des Textes verstärken.
Die Vita rhythmica bestand noch aus vier durch Prologe abgegrenzten Büchern, Bruder Philipp teilte sein Marienleben aber lediglich in zwei Bücher auf. Diese umfassen insgesamt 10.133 Verse, welche die Lebens- und Leidensgeschichte der seligen Jungfrau Maria wiedergeben. Als deutschsprachige Vita war der Text wohl nicht nur für die Geistlichkeit geschrieben, sondern vor allem für das allgemeine Laienpublikum. Dies belegen die zahlreichen Handschriften, Fragmente und späteren Drucke, welche Philipps Marienleben zur am häufigsten überlieferten deutschsprachigen Reimpaardichtung des Hohen Mittelalters machen.

### Inhalt
Das Marienleben beginnt mit einem kurzen Prolog, welcher in das Werk einführt und auch die Intention des Autors angibt. Die eigentliche Erzählung setzt mit Marias Vorgeschichte und der Handlung um Anna und Joachim ein, welche die Prophezeiung erhalten, dass sie die Eltern der zukünftigen Gottesmutter würden. Es folgt Marias Geburt und ihre Kindheit, wobei Maria selbst als ‚Wunderkind‘ präsentiert wird.

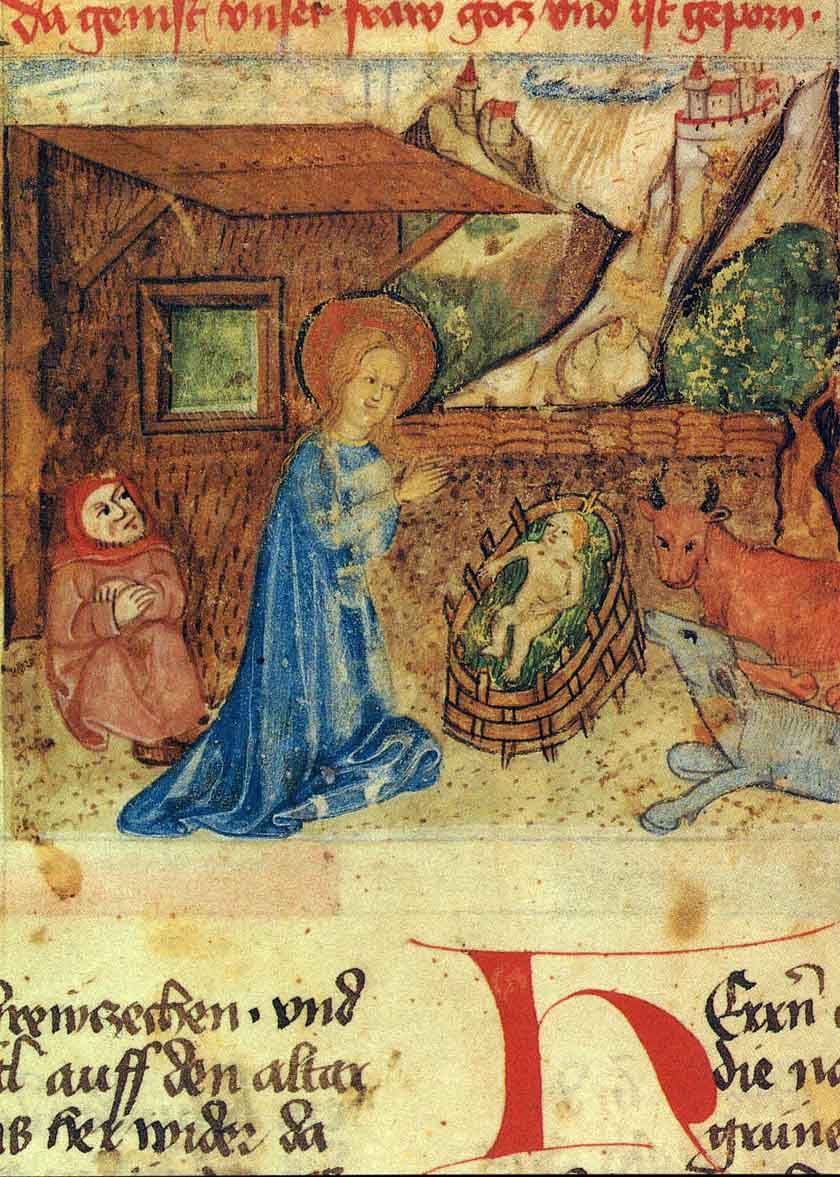
'Krippenidylle' aus einem Codex des 15. Jh. (Steiermärkisches Landesarchiv, Hs. 3, fol. 3r)

 Mit sieben Jahren wird sie in den Tempel gegeben, in dem sie sich tugendhaft hervortut und auf das weitere Leben vorbereitet wird. Mit fünfzehn Jahren soll sie den von Gott für sie ausgewählten Mann Josef heiraten. Es folgt die Unbefleckte Empfängnis, welche im Marienleben als 'Ohr-Empfängnis' dargestellt wird, und die wundervolle Geburt Jesu. Anschließend flieht die heilige Familie nach Ägypten, um sich in Sicherheit zu bringen, da Herodes den neu geborenen ‚König‘ ermorden lassen möchte.
Ab diesem Zeitpunkt verwandelt sich die Lebensgeschichte Marias in eine Jesusgeschichte. Nach sieben Jahren in Ägypten reist die heilige Familie auf Anraten eines Engels zurück nach Jerusalem, wo Jesus verschiedenste Wunder vollbringt. Er geht auf dem Wasser, er lässt Tote wieder lebendig werden und heilt Wunden. Besonders interessant sind dabei die unterschiedlichen Kindheitsdarstellungen: Während Maria schon von klein auf als perfekte Heilige geschildert wird, erlaubt Philipp von Seitz Jesus, Kind zu sein. So spielt dieser zum Beispiel mit anderen Kindern und wird von Maria in die Schule geschickt.
Im Alter von zwölf Jahren findet eine Zäsur in der Erzählung statt, da sich Bruder Philipp darüber beschwert, dass die Evangelisten nichts vom Leben Jesu in den Jahren zwischen seinem zwölften und dreißigsten Geburtstag geschrieben hätten. Nach dieser Klage folgen das Erwachsenwerden des Jesuskindes, das Soliloquium mit Maria, welches als bibelkundiges ‚Frage-Antwort-Spiel‘ gedeutet werden kann, die Taufe durch Johannes den Täufer im Jordan, der Tod Josefs und neue Wunder. Die anschließenden Verse werden dominiert von der Passion Jesu und dem Zwiespalt Marias in ihren Rollen als Mutter und Heiliger.
Nach Jesu Himmelfahrt wird Maria wieder in das Zentrum der Darstellung gerückt und ihr keusches und tugendreiches Leben hervorgehoben. Sie betreut die Jünger und verkündet weiterhin die Heilslehre. Auch sie vollbringt Wunder und heilt Kranke. Das Werk endet mit Marias Himmelfahrt und ihrer Krönung, nur noch gefolgt von einem Epilog, welcher hier in mittelhochdeutscher Form und Übersetzung angeführt wird.

#### Epilog (V. 10066-10133)

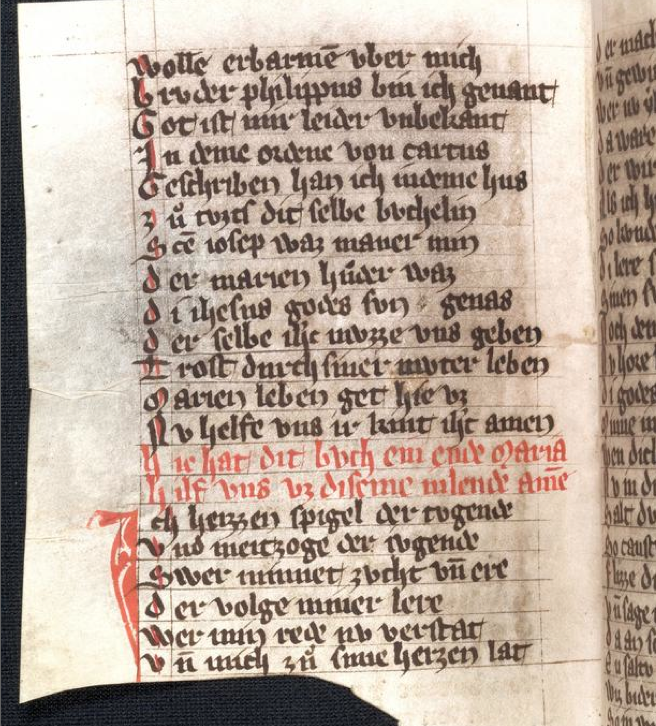
Faksimile der letzten Seite des Marienlebens von Bruder Philipp aus dem Cod. Pal. germ. 394 der UB Heidelberg

| Vrowe Mariâ, hie hât ein ende mîn getiht daz ich dir sende. […] ouch sende ich nu ditz büechelîn von der lieben vrouwen mîn aller der kristenheit gemeine, daz sî wizzen wie daz reine Marîen leben sî gewesen. […] ouch ditz büechelîn ich sende den bruodern von dem diutschen hûs, die hân ich lange erkorn ûz, wan sî gern Marîen êrent und den gelouben Christes mêrent. ouch bite ich al und tuon daz kunt, den ditz buoch ze handen kumt, ob sî vindent iht an deme daz der wârheit widerzaeme sî und den gelouben swache und ouch valsche lêre mache, daz sî gar daz abe schaben und daz niht langer bî in haben, wand ich anders niht enger dan Marîen lop und êr. […] alle die an disem buoche lesent, der genâde ich suoche, daz sî wellent haben staete mich durch got an ir gebete und biten Jêsum daz er sich welle erbarmen über mich. bruoder Philipp bin ich genant, got ist mir leider unerkant. in dem orden von Carthûs geschriben hân ich in dem hûs ze Seitz ditz selbe büechelîn: sand Jôsep was der maner mîn der Marîen huoter was, diu Jêsus, gotes suns, genas. der selbe Jêsus müez uns geben trôst durch sîner muoter leben. Marîen leben gêt hie ûz, nu helf uns ir kint Jêsus. Amen! | Frau Maria, hier endet mein Gedicht, welches ich dir sende. […] Zudem sende ich nun dieses Büchlein von meiner lieben Herrin der gesamten Christenheit, damit alle wissen, wie das reine Leben Marias gewesen ist. [...] Ich sende dieses Büchlein auch den Brüdern vom Deutschen Orden, die ich lange erwählt hatte, da sie Maria sehr verehren und den christlichen Glauben verbreiten. Zudem bitte ich alle und gebe kund, denen dieses Buch in die Hände fällt, wenn sie etwas in ihm finden, dass der Wahrheit widerspricht und den Glauben schwächt oder auch falsche Lehre gibt, das zu tilgen und nicht länger bei sich zu tragen. Denn ich wünsche mir nichts anderes, als Marias Lob und Ehre auszudrücken. [...] Alle, die in diesem Buch lesen, ersuche ich um Gnade, dass sie die Treue besitzen, mich durch Gott in ihr Gebet einzuschließen, und Jesus bitten, dass er sich über mich erbarmen möge. Ich werde Bruder Philipp genannt, Gott ist mir leider unergründlich. Im Orden der Kartäuser des Hauses zu Seitz habe ich dieses Büchlein geschrieben. Der heilige Josef war mein Ermahner, er war auch Marias Behüter, die Jesus, Gottes Sohn, gebar. Derselbe Jesus möge uns Trost schenken durch den Lebenswandel seiner Mutter. Das 'Marienleben' endet hier, so stehe uns ihr Jesuskind bei. Amen! |

### Sprache und Reim
Das Marienleben enthält zahlreiche ‚unreine Reime‘ und wurde daher schon zu Lebzeiten vielfach zu verbessern versucht. Umgekehrt sind die unreinen Reime aber auch schon als stilgeschichtlich bedeutsame Tendenz innerhalb der geistlichen Epik zu einer Prosaform gedeutet worden. Trotzdem dient die Versgliederung und der Reim im Marienleben durchaus als Kunstmittel zur Hervorhebung und besonderen Gestaltung einzelner Textstellen. Der Reim erscheint jedoch nur als zusätzliches Mittel zu der von den Psalmen geprägten Form. Ansonsten baut Philipp gerne parataktische Sätze, besonders bei der Beschreibung von Bewegung, und verwendet Enjambements, die als leichte Annäherung an die Prosa gesehen werden können. Drei Stellen sind sprachlich besonders stilisiert: die Marienklagen (V. 7012ff), Marias Beschreibung der himmlischen Freuden (V. 936ff) und ihre Himmelfahrt (V. 9586ff). Bedeutsam ist Philipps hoher Grad an Emotionalisierung, die den Lesern das Heilsgeschehen nahe bringt. Sie können mit der heiligen Familie mitfühlen, mitleiden und mitbeten. Bruder Philipp versucht dabei die hohe Theologie und Mystik auf verständliche Weise zu erklären und auf deutlichen Kernaussagen zu reduzieren, so dass sich der Text insbesondere für die Laienpastoral eignete.

### Überlieferung und Rezeption
Nachdem bereits erwähnt wurde, dass das Marienleben die am häufigsten überlieferte Reimpaardichtung des Mittelalters ist, liegt nahe, dass es eine große Anzahl an Handschriften geben muss. Im Verfasserlexikon von 1989 schreibt Kurt Gärtner von 102 unterschiedlichen Handschriften und Fragmenten in Versform, wobei diese Anzahl in der Zwischenzeit bereits überschritten wurde. Weiters wurde das Marienleben auch öfters in Prosaform aufgelöst, welche in zweiundzwanzig oder mehr Fassungen vorliegt.
Die autornähste Überlieferung befindet sich in der Schlossbibliothek Pommersfelden und wird als Cod. 46 bezeichnet. Die Handschrift ist kurz nach 1300 entstanden und erhält eine Sonderstellung gegenüber den anderen Handschriften aufgrund der umfangreichen Partie an ursprünglichen Versen. Des Weiteren lassen sich die Handschriften genealogisch unterteilen in eine autornahe Gruppe und in eine weiter vom ursprünglichen Text entfernte Gruppe an Handschriften. Mehrere Handschriften überliefern dabei nur Teile oder kleine Auszüge des Gesamtwerkes, wobei am häufigsten die Himmelfahrt Marias (V. 9116-10065) überliefert ist. Philipps Marienleben wurde zudem oft zusammen mit Weltchroniken überliefert, wie etwa der des Heinrich von München, welche die Weltgeschichte auf der Grundlage der Geschichtsbücher des Alten Testaments darstellt. Obwohl das Marienleben bereits als einzelnes Werk erfolgreich war, brachte die Überlieferungsgemeinschaft mit den Weltchroniken einen zusätzlichen Anstieg in der Verbreitung.
Eine 'verlagstechnische' Besonderheit des Werkes ist zudem die bereits erwähnte Werkswidmung an den Deutschen Ritterorden, welcher als Auftraggeber von Abschriften primär zur Verbreitung des Werkes beigetragen hat. Diese Verbreitung zeugt von dem regen Interesse der damaligen Menschen an dem Leben Marias und ist dadurch nicht nur rein philologisch interessant, sondern auch hinsichtlich der Mentalitätsgeschichte der damaligen Zeit.
Aufbauend auf dem Handschriftencensus, welcher unter den Weblinks zur Verfügung steht, soll hier daraus noch eine Auswahl an wichtigen Handschriften angeführt werden:
- 1.               Admont, Stiftsbibliothek (Cod. 797)
- 15. = G      Gotha, Forschungsbibliothek (Cod. Membr. II 37)
- 19. = H      Heidelberg, UB (Cpg 394)
- 21. = J       Jena, UB (Ms. Bos. q. 8)
- 59. = V1    Wien, ÖNB (Cod. 2709)
- 80. = A      Alba Iulia, Batthyaneum (Cod. 263)[11]

## Weiterführende Links
- Hofmeister, Wernfried: Steirische Literatur des Mittelalters. URL: http://www-gewi.kfunigraz.ac.at/stlitma/ [13. November 2014]
- Handschriftencensus. URL: http://www.handschriftencensus.de/werke/495 [14. November 2014]
- Bruder Philipps des Carthäusers Marienleben. Zum ersten Male herausgegeben von Dr. Heinrich Rückert. Quedlinburg [u. a.]: Basse 1853. (= Bibliothek der gesammten deutschen National-Literatur. 34.) URL: http://books.google.at/books/about/Bruder_Philipps_des_Carthäusers_Marienl.html?id=GTlTAAAAcAAJ&redir_esc=y [7. Dezember 2014]
- Bruder Philipps Marienleben. Cod. Pal. germ. 394. Universität Heidelberg. URL: https://digi.ub.uni-heidelberg.de/diglit/cpg394 [9. Dezember 2014]
- Bruder Philipps Marienleben. Cod. Pal. germ. 525. Universität Heidelberg: URL: https://digi.ub.uni-heidelberg.de/diglit/cpg525/0317 [11. Dezember 2014]